# 16105 Marksaunders
16105 Marksaunders (1999 VL211) là một tiểu hành tinh vành đai chính.